# Roseira
Roseira este un oraș în São Paulo (SP), Brazilia.